# S'Olivaret
S'Olivaret és una possessió situada en el terme municipal d'Alaró. Tenia una extensió d'unes 232 quarterades (1994). Està situada entre sa Font Figuera, el torrent de Solleric i el Puig de s'Alcadena.

## Història
És documentada el 1312, quan Pere de Centelles. procurador del vescomte de Bearn, cedí una part de la possessió de Solleric a Pere Guitard. Aquesta propietat, que arribava fins al castell d'Alaró, passà a denominar-se s'Olivaret. En el segle xvi va ser adquirida per Mateu Muntaner i des d'aleshores és propietat d'aquesta família. El 1671 era de Mateu Muntaner i confrontava amb Son Bergues, l'olivar d'en Sampol "Pelós", el castell d'Alaró, es Verger i el torrent del Mas, que ve d'Orient. Els Muntaner de s'Olivaret tenien la casa pairal a Ciutat de Mallorca i la posada a la vila d'Alaró.

## Activitats tradicionals i aprofitaments econòmics
Ha estat dedicada fonamentalment al conreu de l'olivar -encara es conserva part del mecanisme d'una tafona del segle XVIII-, garrovers i garriga, tot i que també era important la producció de carbó dels alzinars. Hi havia petits sementers dedicats a cereals i lleguminoses. El 1707 hi havia una guarda de 112 ovelles. En l'actualitat hi ha un hotel rural.

## Elements singulars i llocs d'interès
- Lledoner de s'Olivaret. Vora les cases destaca un lledoner de 10 metre d'alçada que està inclòs en el catàleg d'arbres singulars de les Balears.
- Font de s'Olivaret. Font que presenta la surgència coberta de volta i un safareig uns metres més avall.
- Es Jardí de s'Olivaret. Conjunt de marjades dins un petit circ rocallós, vora la font homònima, al costat de les cases de s'Olivaret, però a l'altra part de la carretera.